# General Heliodoro Castillo
General Heliodoro Castillo är en kommun i Mexiko.   Den ligger i delstaten Guerrero, i den södra delen av landet, 210 km sydväst om huvudstaden Mexico City. Arean är 1 614 kvadratkilometer.
Terrängen i General Heliodoro Castillo är mycket bergig.
Följande samhällen finns i General Heliodoro Castillo:
- Tlacotepec
- Izotepec
- Chichiltepec
- Zompantle
- Huautla
- Colonia General Heliodoro Castillo
- Zopilostoc
- Las Vinatas
- Campo Morado
- Puerto del Varal
- Nuevo Poblado el Caracol
- La Venta
- La Aurora
- La Primavera
- El Frío
- Limoncito
- Los Capulines
- Durazno San Vicente
- Tecomazúchitl Sur
- Tepehuaje
- El Encanto
- Villaxóchitl
- El Morro
- El Naranjo
- Ojo de Agua
- Los Ocotes
- Los Lavaderos
- El Renacimiento
- Chilpancinguito
- La Cañita
- Las Juntas
- Los Ciruelos
- El Ahuejote
- Tecomaxúchitl del Norte
- El Amate
- Buenavista del Sur
- Buenavista
- Barrio Nuevo
- Puerto Gallo Campamento
- Agua Zarca
- Durazno Oriente
- Rancho Viejo
- Las Mesas
- Los Ranchos
- Parota
- La Yerbabuena
- La Guitarra
- La Ciénega
- Ixtlahuaca
- Hueyáhuatl
- El Ahuacoste
- Coatepec de los Naranjos
- Tiquimil
- Colonia Guerrero